# Goran Jeretin
Goran Jeretin (Nikšić, 17. rujna 1979.) crnogorski je profesionalni košarkaš. Igra na poziciji razigravača.

## Karijera
Jeretin je svoju košarkašku karijeru započeo u rodnom Nikšiću igrajući za Ibon, nakon čega na godinu dana odlazi u Lovćen. Od 2002. do 2006. igrao je vrlo uspješno u Crvenoj zvezdi i zatim potpisao ugovor s ruskim Dinamom iz St. Peterburga. No, klub je bankrotirao još prije početka sezone i Jeretin se odlučio za povratak u rodnu Crnu Goru i igranje u Budućnosti.
Već sredinom te sezone došao je poziv iz Maccabija s kojim je bio prvak Izraela, da bi u ljeto 2007. stavio potpis na jednogodišnji ugovor s berlinskom Albom. Zbog ozljede ga praktički nije ni odradio, a početkom sezone 2008./09. nastpuao je u dresu Dinamo Kijeva koji je ubrzo bankrotirao, pa je sreću potražio na Cipru. Igrajući za AEL Limassol u EuroChallengeu imao je prosječno 3.9 poena i 2.2 skoka i asistencije po susretu. 
Nakon završetka sezone ponovo se odlučio na povratak u dres Budućnosti potpisavši jednogodišnji ugovor.

## Vanjske poveznice
- Profil na Euroleague.net